# Trachurus japonicus
Trachurus japonicus  (Japanse horsmakreel) is een straalvinnige vis uit de familie van horsmakrelen (Carangidae) en behoort derhalve tot de orde van baarsachtigen (Perciformes). De vis kan maximaal 50 cm lang worden, gewoonlijk is deze vis rond de 35cm. En kan 660 gram zwaar worden. De hoogst geregistreerde leeftijd 12 jaar.

## Leefomgeving
Trachurus japonicus is een zoutwatervis. De vis prefereert een tropisch klimaat en leeft hoofdzakelijk in de Grote Oceaan. De diepteverspreiding is 0 tot 275 m onder het wateroppervlak. Hij komt voornamelijk voor rond de kust van Japan, boven zanderige bodems tussen de 50 en 275 meter diep en voedt zich voornamelijk met schelpdieren, garnalen en kleine vissen.

## Visserij

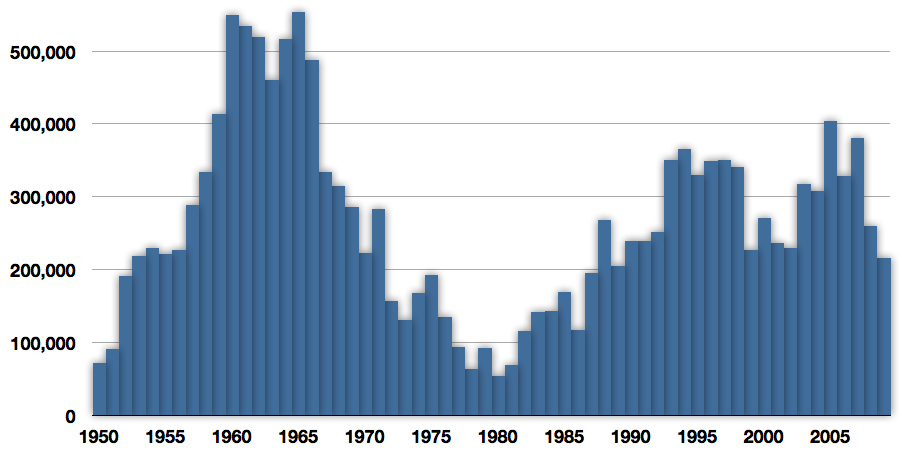
Vangst van Japanse horsmakreel tussen 1950 en 2009

Trachurus japonicus is voor de Japanse visserij van groot commercieel belang. In de hengelsport wordt er weinig op de vis gejaagd. 